# Winold Baggel
Winold Baggel (Geburtsdatum unbekannt; † nach 1439) war ein Patrizier und Bürgermeister von Rostock.
Winold Baggel stammte aus einem alten Rostocker Patriziergeschlecht. Er war 1396 der Stifter des Kartäuserklosters Marienehe und in der Zeit von 1393 bis 1396 mehrfach Bürgermeister in Rostock. Baggel vertrat die Stadt Rostock auf dem Hansetag 1399, auf dem wegen der Vitalienbrüder verhandelt wurde. Bei Aufständen wurden 1427 seine Güter zerstört und geplündert, 1439 erreichte er deren Restitution.